# Ортон, Боб (младший)
Роберт Кит Ортон-младший (англ. Robert Keith «Bob» Orton Jr., род. 10 ноября 1950, Канзас-Сити, Канзас) — американский рестлер, известный под именем «Ковбой» Боб Ортон.
Сын Боба Ортона-старшего — родоначальника династии американских рестлеров, брат рестлера Барри Ортона, отец Рэнди Ортона — многократного чемпиона WWE.
Он наиболее известен по своей работе в World Wrestling Federation, но также выступал в нескольких промоушенах в США, Японии и других странах. Член Зала славы WWE с 2005 года.

## Личная жизнь
Женат на Элейн Ортон, медсестре христианской больницы NE в штате Миссури, у них двое сыновей — Рэнди (также рестлер), Нэйтан (стендап-комик); и дочь Бекки. Его первый внук родился 12 июля 2008 года, когда у сына Рэнди и его теперь уже бывшей жены Саманты родился первый ребёнок, дочь Аланна.
В одном из эпизодов WWE Confidential он признался, что его травма предплечья в матче 1985 года с Джимми Снукой была реальной и не зажила, когда он носил гипс. Она полностью зажила только после того, как он покинул WWF в 1987 году.
Примерно в 1986 году Ортон был вовлечен в инцидент во Фресно, Калифорния, когда полиция Фресно была вызвана на инцидент с участием Ортона и Родди Пайпера в отеле. Ортон оказался голым и пьяным на крыше отеля и, по словам самого Ортона, был трижды ранен полицейскими электрошокерами.

### Здоровье
В подростковом возрасте Ортону был поставлен диагноз гепатит C, но он не проявлял никаких видимых симптомов и со временем он перестал вспоминать о своем заболевании. Более 30 лет спустя, в разгар вражды своего сына Рэнди с Гробовщиком, Ортон прошел повторное обследование, и подтвердилось, что он все ещё является носителем заболевания. Гробовщик был взбешен тем, что ему не сообщили о болезни Ортона, так как на одном из шоу Ортон пролил кровь на него, что могло привести к заражению. Это стало основной причиной того, что Ортон был уволен из WWE в феврале 2006 года.

## Титулы и награды
- American Wrestling Federation
  - AWF Heavyweight Championship (1 раз)
- Central States Wrestling Alliance
  - CSWA Heavyweight Championship (1 раз)
- Championship Wrestling from Florida
  - NWA Florida Heavyweight Championship (1 раз)
  - NWA Florida Tag Team Championship (3 раза) — c Bob Orton (1) и Bob Roop (2)
- International Championship Wrestling
  - ICW Southeastern Heavyweight Championship (1 раз)
  - ICW Southeastern Tag Team Championship (3 раза) — c Bob Roop (1) и Barry Orton Arturo Hernandez Calva (1)
  - ICW Television Championship (1 раз)
- Mid-Atlantic Championship Wrestling
  - NWA World Tag Team Championship (Mid-Atlantic version) (1 раз) — c Don Kernodle
- Mid-South Sports/Georgia Championship Wrestling
  - NWA Georgia Junior Heavyweight Championship (1 раз)
  - NWA Georgia Tag Team Championship (2 раза) — c Mr. Wrestling II (1) и Dick Slater (1)
  - NWA Macon Tag Team Championship (1 раз) — c Dick Slater
- Mid-South Wrestling
  - Mid-South Mississippi Heavyweight Championship (1 раз)
- Midwest Powerhouse Wrestling
  - MPW Heavyweight Championship (1 раз)
- Powerhouse Championship Wrestling
  - PCW Heavyweight Championship (1 раз)
- Pro Wrestling Illustrated
  - PWI Rookie of the Year (1973)
  - PWI ranked him # 121 of the 500 best singles wrestlers of the «PWI Years» in 2003.
- Old School Wrestling Alliance
  - OSWA Heavyweight Championship (1 раз)
- Southeastern Championship Wrestling
  - NWA Southeastern Tag Team Championship (4 раза) — c Bob Roop (1), Ron Garvin (2), и Jerry Blackwell (1)
- Universal Wrestling Federation
  - UWF Intercontinental Heavyweight Championship (1 раз)
  - UWF Southern States Championship (2 раза)
- World Wrestling Entertainment
  - WWE Hall of Fame (2005)
- Other Titles
  - VWS Television Championship (1 раз)